# Watts (émission de télévision)
Pour les articles homonymes, voir Watts (homonymie).
Watts est une émission de télévision diffusée sur Eurosport. 
Cette émission, créée en 2002, est une compilation de vidéos marquantes, drôles, choc ... dans le domaine sportif.
Cette émission, d'une durée de 15 minutes, est diffusée tous les jours à 6 h 45, et en transition d'autres programmes à d'autres moments de la journée.